# Mocca
Mocca war eine österreichische Publikumszeitschrift, die zwischen 1928 und 1941 in Wien erschien.

## Geschichte
Das Magazin erschien zwischen Juli 1928 und Juli 1938 im Rob-Verlag des jüdischen Verlegers Karl Rob, nach der Arisierung 1938 bis zur Einstellung im August 1941 im Südostdeutschen Verlag von Antonie Keppler unter der veränderten Bezeichnung „Mocca aus Wien“. Die Zeitschrift orientierte sich an den im Deutschen Reich erscheinenden Publikationen Das Magazin und Uhu. 
Die Titelseite der ersten Ausgabe wurde von Julius Klinger gestaltet. Schriftleiter und Herausgeber war bis 1938 Karl Rob. Inhaltlich war die Zeitschrift reich bebildert, unter anderem mit Aktfotos aus dem Atelier Manassé, und umfasste Kurzgeschichten, Rätsel, Preisausschreiben. Auch nach der Arisierung änderte sich an der inhaltlichen Ausrichtung wenig. 

## Heftumfang
Anfänglich hatte die Zeitschrift einen Umfang von 100 Seiten, ab März 1929 waren es 92 Seiten, ab Juli 1929 64 Seiten, November und Dezember 1929 72 Seiten und ab 1930 80 Seiten. 1941 umfasste das Heft 72 Seiten.